# Agnolo Firenzuola
Agnolo Firenzuola (Florença, 28 de setembro de 1493 – 27 de junho de 1543) foi um poeta e escritor italiano. Firenzuola nasceu em Florença, mas seu sobrenome provém da vila de Firenzuola, pátria de seus antepassados situada nos Apeninos.

## Biografia
O avô de Agnolo conseguira obter a cidadania florentina e transmiti-la a sua família. Agnolo acabaria estudando direito, primeiro em Siena e depois em Perugia. Lá ele conheceu Pietro Aretino, que foi o melhor amigo e a maior influência na vida de Firenzuola. Mais tarde, Agnolo advogou durante algum tempo em Roma, mas não obteve muito sucesso.
Todos os seus biógrafos concordam em afirmar que ele, ainda jovem, vestiu o hábito monástico em Vallombrosa e acabou dirigindo duas abadias. Apenas Girolamo Tiraboschi contesta este relato, em parte pela notória licenciosidade de Firenzuola, em parte por ausência de evidências.
Firenzuola deixou Roma após a morte do Papa Clemente VII e após passar algum tempo em Florença, estabeleceu-se como abade de San Salvador em Prato.
Seus escritos — publicados em uma edição completa em 1548 — são parte em prosa, parte em versos. Sua obra poética é essencialmente satírica e burlesca. Entre as prosas, há o Discorsi degli animali [Discurso dos Animais], uma imitação de fábulas orientais e de Esopo; Dialogo delle bellezze delle donne [Diálogo sobre a beleza das mulheres]; Ragionamenti amorosi, uma série de contos elegantes e licenciosos à moda de Boccacio; Discacciamento delle nuove lettere, uma reação à proposta do gramático Gian Giorgio Trissino de introduzir novas letras no alfabeto italiano e duas comédias: I Lucidi, baseada em Plauto e La Trinuzia. Sua obra mais lembrada ainda é a volgarizzacione do Asno de Ouro de Apuleio.